# 聖帕特里西奧
聖帕特里西奧（西班牙語：San Patricio），是巴拉圭的城鎮，位於該國南部，由米西奧內斯省負責管轄，距離亞松森252公里，面積64平方公里，2002年人口3,570，人口密度每平方公里55.78人。